# 劉文雄 (工研院)
劉文雄（英語：Edwin Liu），畢業於國立臺灣大學電機工程學系，美國加州柏克萊大學電機及資訊工程博士，同時也是IEEE院士，目前為工研院院長。擔任過電機和電子工程師學會"演算與分析方法委員會"主席；具備大數據分析、智慧電網、網域監控及人工智慧等跨領域專業，以及超過30年的科技經營管理長才，擁有豐富的產學研跨界合作經驗，與豐沛的國際鏈結資源，且許多企業聘請為顧問。

## 經歷
- 工研院院長[3][4]（2018.04-迄今）
- 中央研究院「永續轉型減碳路徑政策建議諮詢平台」委員（2021.04-迄今）
- 交通部鐵道技術研究及驗證中心第一屆董事 （2021.03-迄今）
- 台灣電力與能源工程協會理事長 （2020.11-迄今）
- 行政院僑務委員會僑務工作專家委員 （2020.09-迄今）
- 經濟部「循環經濟推動辦公室」諮詢顧問 （2020.09-迄今）
- 台灣科學工業園區科學工業同業公會理事會顧問 （2020.08-迄今）
- 創新工業技術移轉股份有限公司第14屆董事長 （2020.06-迄今）
- 美國Nexant （页面存档备份，存于）顧問公司 資深副總裁（2014-2018）
- 美國Quanta Technology （页面存档备份，存于） 副總裁（2008-2014）
- 美國Nexant （页面存档备份，存于）公司 副總裁及創始人之一（2000-2008）
- 美國貝泰工程公司（Bechtel （页面存档备份，存于）） 資深經理（1997-2000）
- 美國太平洋電力及天然氣公司（PG&E） 主管（1991-1997）
- 美國西門子（Siemens）／ Control Data Corporation（CDC）資深工程師（1987-1991）

## 榮譽
- 中華民國科技管理學會院士（2020）
- 美國Quanta Technology公司傑出表現獎（2010）
- 國際電機和電子工程師學會（IEEE）－計算與分析方法委員會傑出主席獎 （2009）
- IEEE PES第一屆電力系統會議與展覽傑出服務獎 （2005）
- 國際電機和電子工程師學會（IEEE） 院士（2001）
- 美國Pacific Gas and Electric Company傑出研發企畫獎（1996）
- 美國國家科學基金會小型企業創新研發計畫獎 （1993）
- Siemens-Empros International公司技術卓越與貢獻獎（1990）

## 專長
- 具備跨領域的專業技術及經營管理的經驗與能力，包括智慧電網、智慧社區、資訊整合、廣域監視／保護／控制系統、微電網、系統最優化、市場模型、能源管理、技術創新與策略。

### 腳註
1. ↑  中時電子報. . 中時電子報.   [2018-05-17]. （原始内容存档于2019-05-17） （中文（臺灣））.
2. ↑  . i創科技.   [2018-05-17]. （原始内容存档于2019-05-16） （中文（臺灣））.
3. ↑  .   [2018-05-17]. （原始内容存档于2018-06-20）.
4. ↑  聯合新聞網. . 聯合新聞網.   [2018-05-17]. （原始内容存档于2019-05-14）.

### 媒體報導
- 工研院院長劉文雄專訪》減碳是草根運動，沒有人是局外人（IC之音） （页面存档备份，存于）
- 台灣2050淨零轉型策略座談》 工研院院長劉文雄︰6月提氫能論述 2050全燃氫發電機（自由時報） （页面存档备份，存于）
- 工研院院長劉文雄專訪》從技術創新走向價值創新（工商時報） （页面存档备份，存于）
- 工研院院長劉文雄專訪》改造文化 讓大象跳舞（工商時報） （页面存档备份，存于）
- 工研院院長劉文雄：要做台灣產業後盾（工商時報） （页面存档备份，存于）
- 智慧經營/工研院院長劉文雄用藍海思維 跳脫框架（經濟日報） （页面存档备份，存于）
- 世界向「綠」走 零碳排新經濟 工研院院長劉文雄解析（TVBS） （页面存档备份，存于）
- 《名人書房》工研院院長劉文雄 探索「疫後大未來」（經濟日報） （页面存档备份，存于）
- 《經營管理》劉文雄談企業永續保衛戰 淨零碳排沒有局外人（經濟日報） （页面存档备份，存于）
- 風傳媒高峰論壇》工研院院長劉文雄：「人類要與病毒共存，也要與大自然共存！」（風傳媒） （页面存档备份，存于）
- 零碳總動員》「我們連外牆也要裝太陽能板！」工研院院長劉文雄：不減碳，產品別想賣出國 （風傳媒） （页面存档备份，存于）
- 2021科技論壇／劉文雄：掌握綠色減碳商機（經濟日報） （页面存档备份，存于）
- 人才是「創新」的生產要素（聯合新聞網）（頁面備份存檔，存於網際網路檔案館）
- 2020淨零碳排可能嗎？工研院5大策略拚永續：使用但不擁有（天下雜誌）（頁面備份存檔，存於網際網路檔案館）
- 疫情淬礪出的企業應變力（聯合新聞網）（頁面備份存檔，存於網際網路檔案館）
- 48歲機構變防疫尖兵，劉文雄僅花三年讓工研院返老還童（遠見雜誌）（頁面備份存檔，存於網際網路檔案館）
- 《名人TALKS》科技助淨零碳排 經濟新契機（聯合新聞網）（頁面備份存檔，存於網際網路檔案館）
- 《名人TALKS》科技助力 建構長照生態系（聯合新聞網）（頁面備份存檔，存於網際網路檔案館）
- 《名人書房》工研院院長劉文雄：敏捷應變 創造優勢（經濟日報）（頁面備份存檔，存於網際網路檔案館）
- 《名人TALKS》打造創業文化 研而優則創（聯合新聞網）（頁面備份存檔，存於網際網路檔案館）
- 資金、市場、國際鏈結 三面向優化新創環境（工商時報） （页面存档备份，存于）
- 〈財經週報-人物專訪〉工研院院長劉文雄：我們需要這樣的人才（自由時報） （页面存档备份，存于）
- 工研院院長劉文雄 寧靜革命 大象學跳舞（經濟日報） （页面存档备份，存于）
- 看後疫情時代新趨勢 工研院院長劉文雄：三大領域打造未來台灣國家隊（財訊雜誌） （页面存档备份，存于）
- 擘劃科研十年大計（經濟日報） （页面存档备份，存于）
- 疫情蔓延下的新科技投資！（年代新聞／數字台灣）
- 工研院院長劉文雄 無形經濟崛起 借力使力（經濟日報） （页面存档备份，存于）
- 工循環經濟不是做回收！工研院長劉文雄：重點在如何不製造垃圾（天下雜誌） （页面存档备份，存于）
- 工研院院長劉文雄︰1年較高用電負載約200小時 占比不到3％ 解決離尖峰失衡 沒缺電問題（自由時報） （页面存档备份，存于）
- 劉文雄推四步驟變革 要讓45歲工研院「大象跳舞」（遠見雜誌）[]
- 工研院新任院長劉文雄博士（工研院官網） （页面存档备份，存于）
- 新任工研院長劉文雄上任 產業大老力挺 揭示三大重要發展方向（工商時報） （页面存档备份，存于）
- 「回家真好！」劉文雄博士回台擔任工研院院長（i創科技） （页面存档备份，存于）
- 回家感覺真好！旅美35年 劉文雄接工研院院長（自由時報） （页面存档备份，存于）

| 學術機關職務                       | 學術機關職務                            | 學術機關職務 |
| ---------------------------------- | --------------------------------------- | ------------ |
| 工業技術研究院                     |                                         |              |
| 前任： 張培仁（代理） 正任：劉仲明 | 工業技術研究院院長 第九任 2018年4月迄今 | 現任         |